# Wakkerendijk 158
Wakkerendijk 158 is een rijksmonument aan de Wakkerendijk in Eemnes in de provincie Utrecht.
De langhuisboerderij werd gebouwd in de tweede helft van de achttiende eeuw. Het afgewolfde rieten zadeldak staat met de nok haaks op de weg. De gevel is afgewerkt met vlechtingen. De opkamer bevindt zich in het rechter gedeelte. De vier twintigruits schuifvensters zijn voorzien van luiken.